# Mosbytoppen
Der Mosbytoppen (norwegisch) ist ein 670 m hoher und verschneiter Berg im Westen der Bouvetinsel im Südatlantik. Er ragt 1,1 km nordöstlich der Landspitze Norvegiaodden auf.
Teilnehmer einer Expedition unter der Leitung des norwegischen Kapitäns Harald Horntvedt (1879–1946) kartierten ihn im Dezember 1927 und gaben ihm seinen Namen. Namensgeber ist der norwegische Ozeanograph und Meteorologe Håkon Mosby (1903–1989), ein Expeditionsmitglied.